# 魔女っ子マージ
『魔女っ子マージ』（まじょっこマージ）は、早川真知子による日本の児童文学作品。イラストは田森庸介が担当している。あかね書房より1991年から1994年にかけて5冊が刊行された。判型はB6判。

## あらすじ
主人公・マージが様々な事件に巻き込まれる話。

## 登場人物
マージ
国立第七魔法学校五年生の魔女。本作の主人公。物語が始まる数年前に母が行方不明になって以来父と二人で暮らしている。
トリック
魔法使い。マージとは同級生。ハンサムで同級の女子から人気があるが、非常に鈍感。マージを何かと気にかけ、一緒に事件に巻き込まれることも少なくない。
黒魔王
黒魔界の王。
ババリアン
黒魔王の手下。ミステリック先生の元婚約者だったが、黒魔術の力に興味を持つうちに彼女とすれ違うようになり、破局してしまった。
ミステリック先生
国立第七魔法学校の教師。マージたちの担任でもある。昔はババリアンと婚約していた。怒ると怖いが、本当は生徒思いの先生。
タミー、テジーナ
マージの同級生。何かとマージとぶつかる。タミーはトリックを想っているようだが、鈍感な彼は気づいていない。
ツノリー
妖魔の国の王子。マージたちに「春の扉のかぎ」を探してほしいと頼む。
マージの母
物語が始まる前に黒魔界にさらわれたとみられ、行方が分からなくなっていた。しかし浚われた先は黒魔界ではなく人間の世界で、ババリアンに洗脳された上で彼の企みに利用されていた。事件が終結したことで記憶を取り戻し、マージとともにもとの世界へ帰った。

## 用語
マジカル国

黒魔界

トランタン国